# Сидоруків парк
Сидору́ків парк — парк-пам'ятка садово-паркового мистецтва місцевого значення в Україні. Об'єкт розташований на території Горохівського району Волинської області, в місті Горохів, вул. Берестецька, 2 (біля державного підприємства «Горохівське лісомисливське господарство»). 
Площа — 1,2 га, статус отриманий у 2018 році. Перебуває у віданні ДП «Горохівське ЛМГ».

## Характеристика
Заснований у 1960 роках дендрарій лісничим Сидоруком Й. М. Зростає 107 видів дерев та кущів, серед яких 54 види екзотів: кипарисовик горохоплідний, сосна чорна і сосна Веймутова, тис ягідний, тюльпанове дерево, софора японська тощо. Особливістю парку є те, що він розташований у межах населеного пункту, що підвищує його культурно-естетичну, науково-пізнавальну та рекреаційну цінність.

## Галерея

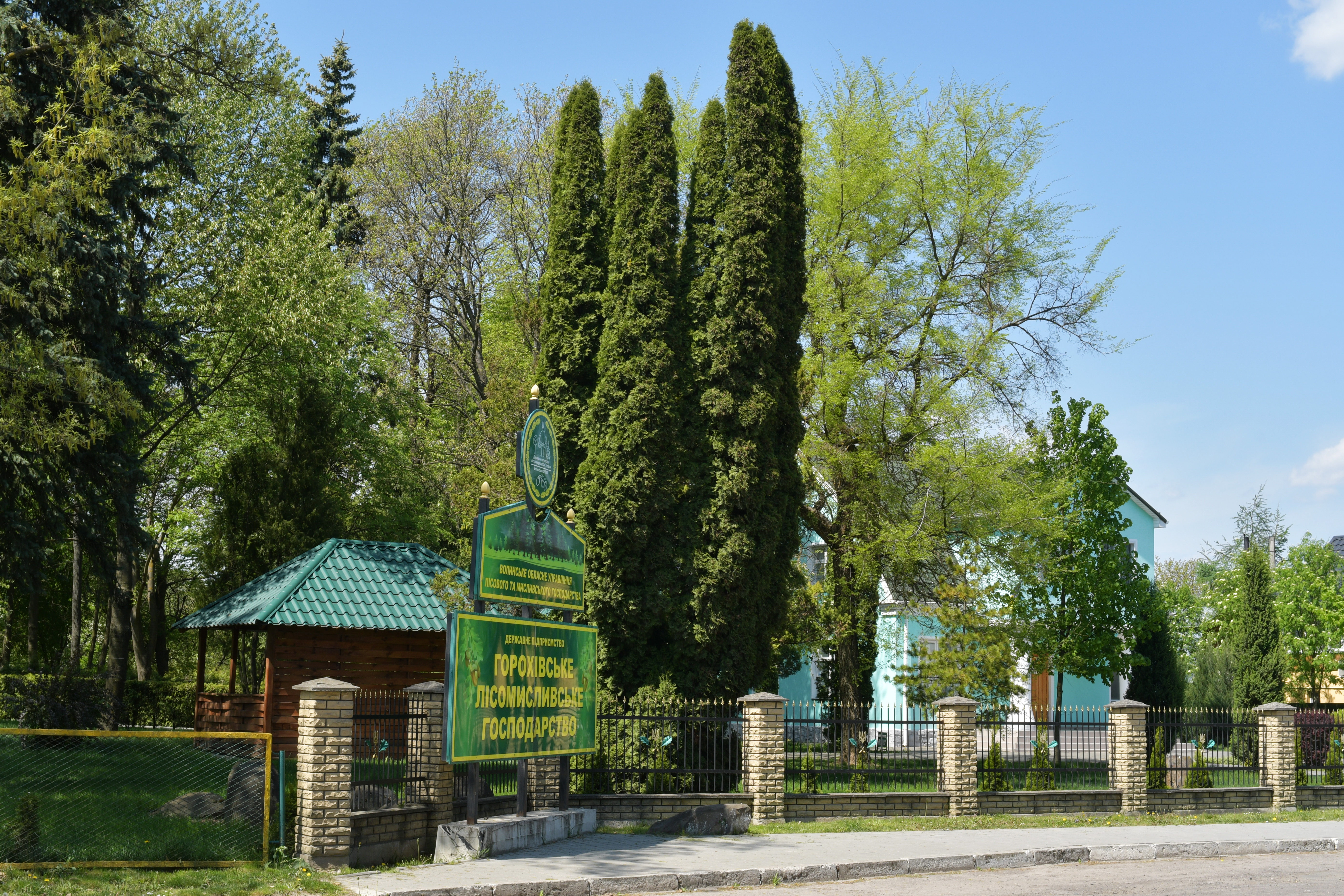
Вигляд з дороги
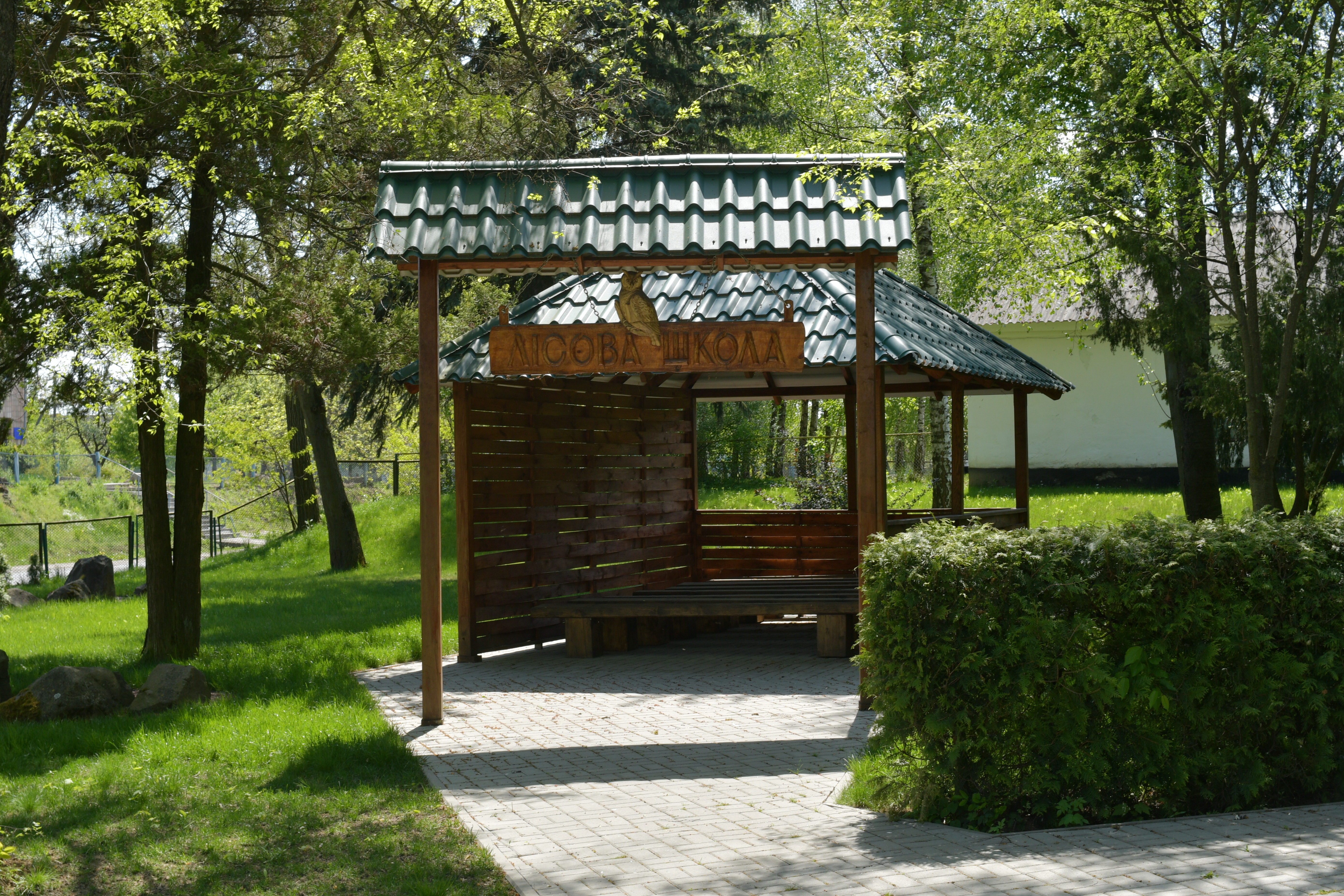
Лісова школа
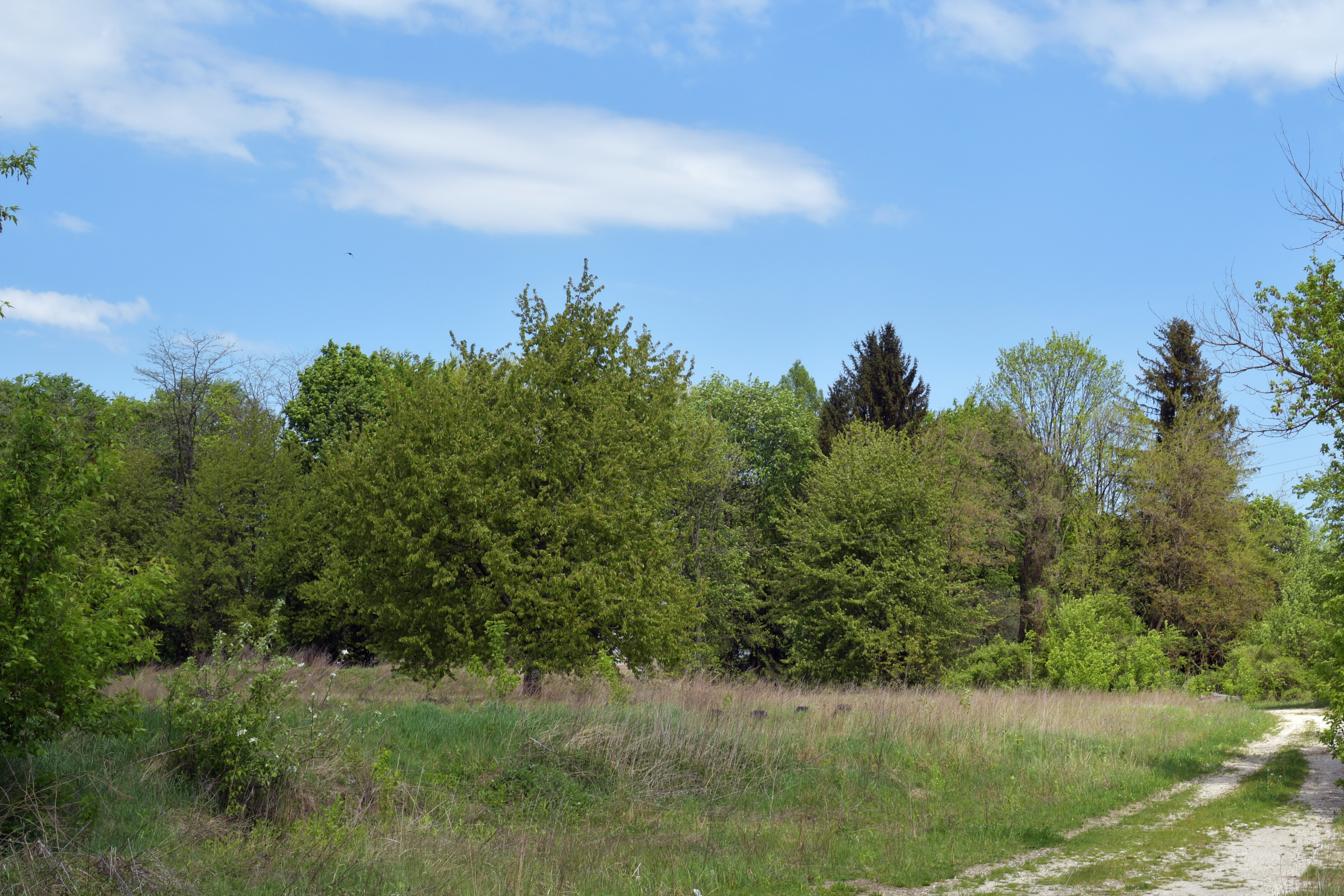
Вигляд з півдня
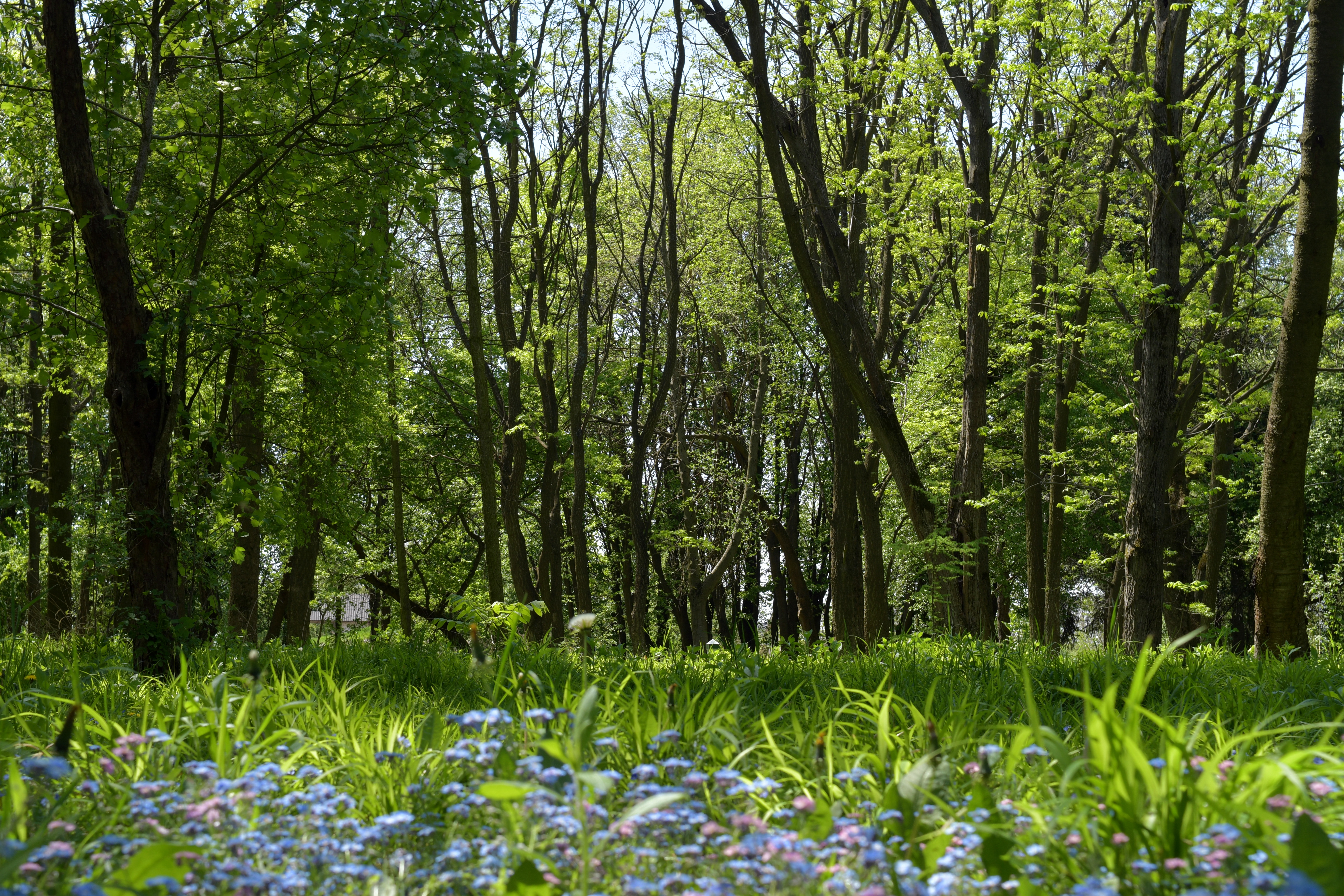
Вигляд центральної частини
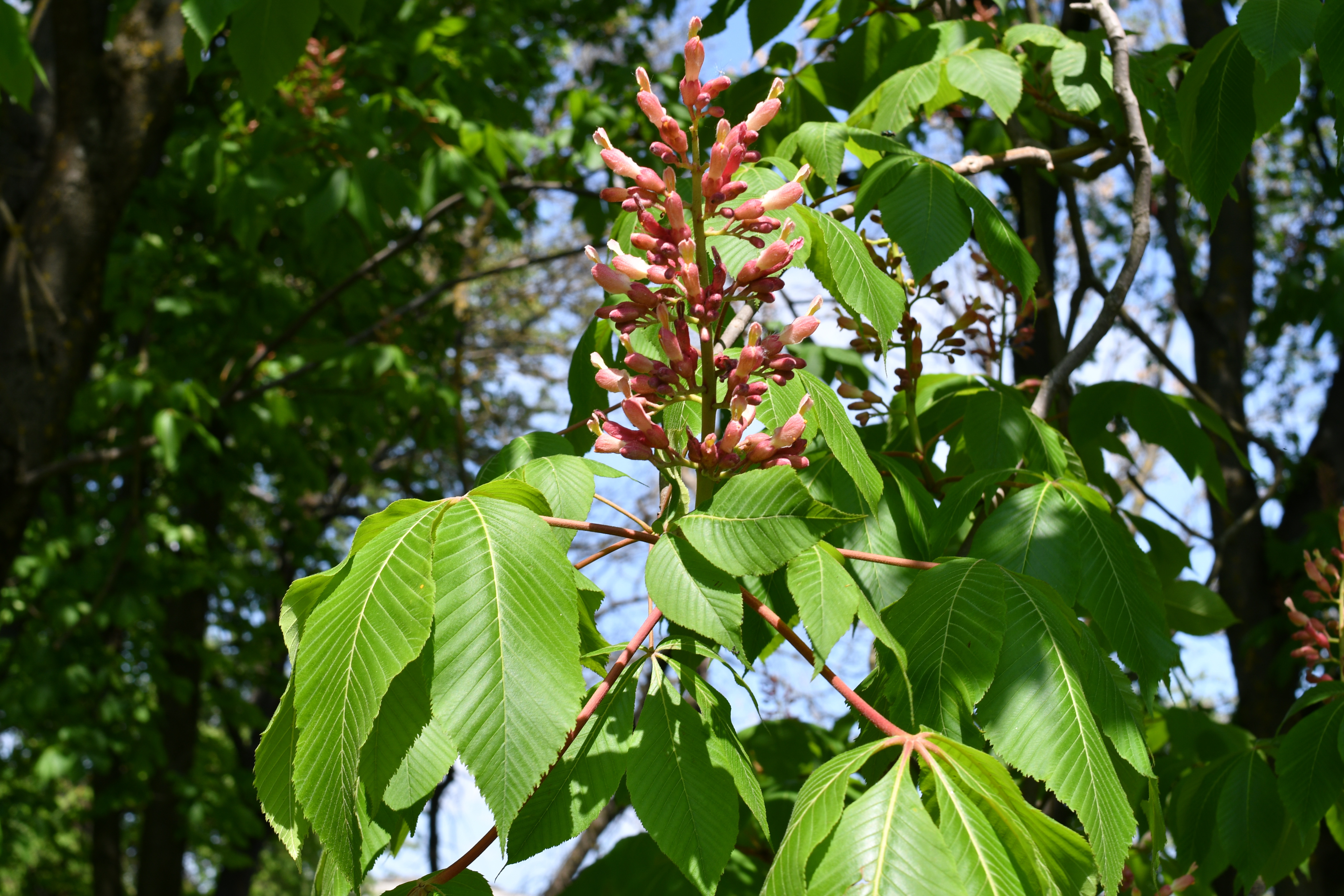
Гіркокаштан червоний (цвіт)
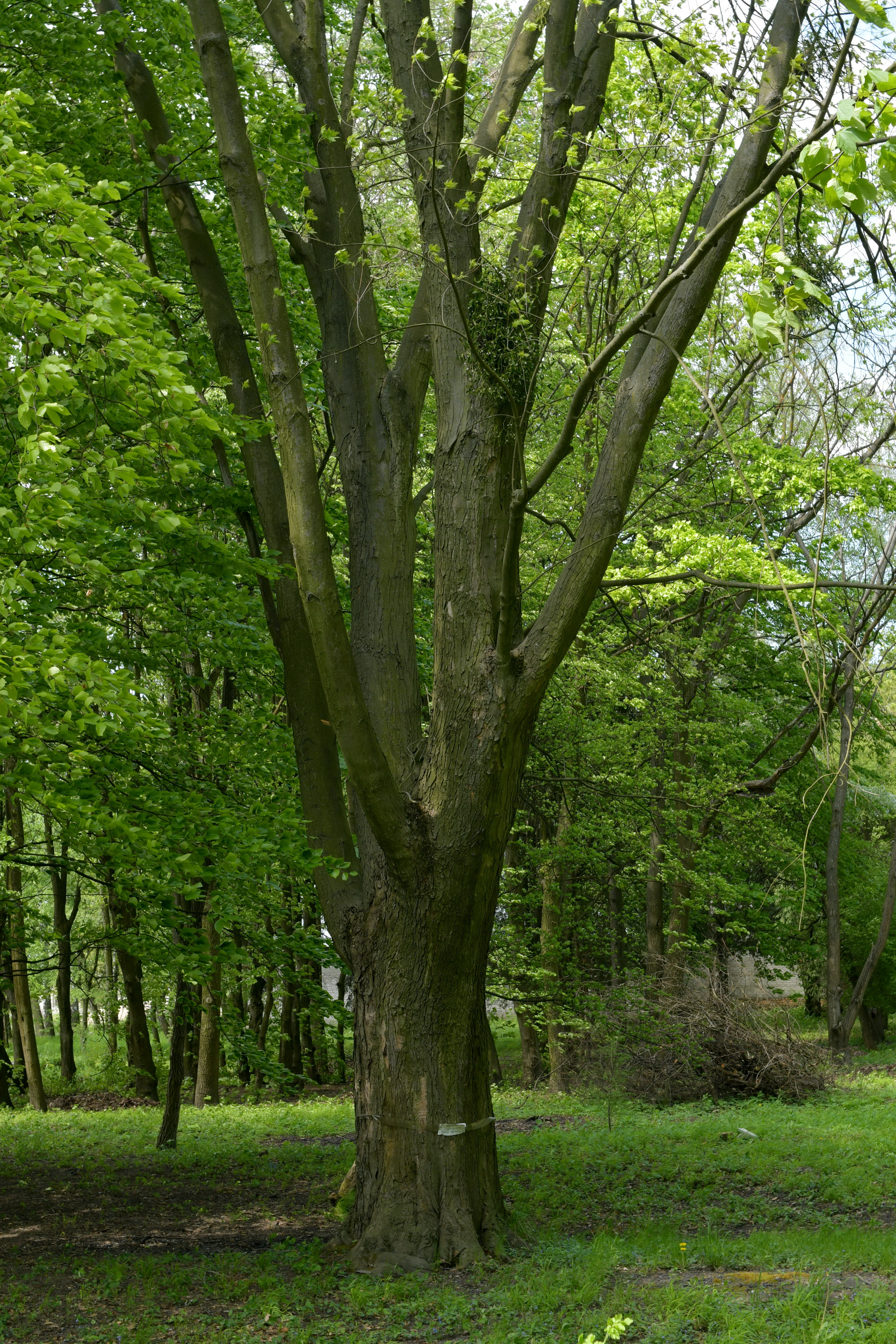
Клен цукровий
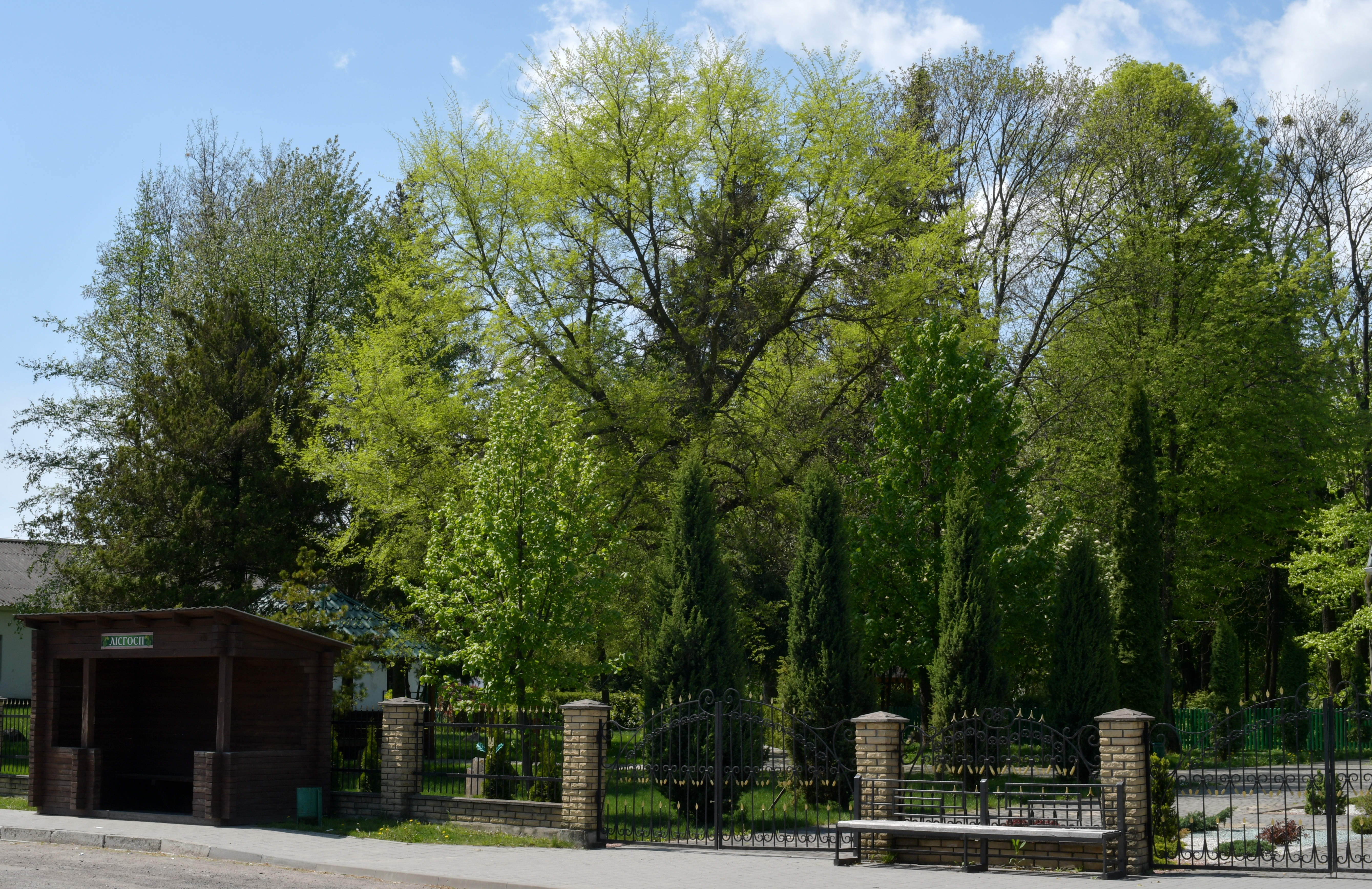
Вигляд з дороги